# Harry Trevaldwyn
Harry Trevaldwyn (ur. 14 lutego 1994 r. w Oxfordzie) – brytyjski aktor, scenarzysta, producent filmowy i komik.

## Kariera
Harry publikował w sieci filmiki, w których naśladował poszczególne postacie filmowe. W ten sposób zwrócił na siebie uwagę i w 2019 roku otrzymał jedną z drugoplanowych ról w filmie Król. W 2022 roku zagrał w filmach Bańka i Billi oraz ośmiu odcinkach serialu Ten Percent. W 2024 roku wcielił się w Moga w dwóch odcinkach serialu Gwiezdne wojny: Akolita.
W lutym 2024 roku dołączył do obsady filmu Jak wytresować smoka.
W 2025 roku Harry wydał swoją pierwszą książkę pt. The Romantic Tragedies of a Drama King.

## Filmografia

### Filmy
| Rok  | Tytuł                | Tytuł oryginalny         | Rola      | Źr.   |
| ---- | -------------------- | ------------------------ | --------- | ----- |
| 2019 | Król                 | The King                 | Dartmouth | [ 1 ] |
| 2022 | Bańka                | The Bubble               | Gunther   | [ 2 ] |
| 2023 | Sweet Sue            | Sweet Sue                | Anthony   | [ 7 ] |
| 2025 | Jak wytresować smoka | How to Train Your Dragon | Mieczyk   | [ 5 ] |

### Seriale
| Rok  | Tytuł                            | Tytuł oryginalny                                 | Rola         | Źr.    |
| ---- | -------------------------------- | ------------------------------------------------ | ------------ | ------ |
| 2022 | Ten Percent                      | Ten Percent                                      | Ollie Rogers | [ 1 ]  |
| 2022 | Billi                            | Billi                                            | Billi        | [ 3 ]  |
| 2022 | Ellie and Natasia                | Ellie and Natasia                                | Waiter       | [ 8 ]  |
| 2022 | I Hate You                       | I Hate You                                       | Matthew      | [ 9 ]  |
| 2023 | Smothered                        | Smothered                                        | Jordan       | [ 9 ]  |
| 2024 | Wyjęci spod prawa                | The Outlaws                                      | Stan         | [ 10 ] |
| 2024 | Wymyślne przypadki Dicka Turpina | The Completely Made-Up Adventures of Dick Turpin | Steven       | [ 10 ] |
| 2024 | Gwiezdne wojny: Akolita          | The Acolyte                                      | Mog          | [ 4 ]  |
| 2024 | Moja Lady Jane                   | My Lady Jane                                     | George       | [ 10 ] |

## Publikacje
- 2025: The Romantic Tragedies of a Drama King, Wednesday Books, ISBN 978-1250381309